# 圣西尔格德马尔贝
圣西尔格德马尔贝（法語：Saint-Cirgues-de-Malbert，法語發音：[sɛ̃ siʁɡ də malbɛʁ]）是法国康塔尔省的一个市镇，属于欧里亚克区。

## 地理
圣西尔格德马尔贝（45°5'54"N, 2°23'36"E）面积16.21 平方千米，位于法国奥弗涅-罗讷-阿尔卑斯大区康塔爾省，该省份为法国中南部省份，位于法國中央高原中心，北起科雷兹省、上盧瓦爾省和多姆山省，西接洛特省和科雷兹省，南至阿韦龙省和洛特省，东临上盧瓦爾省和洛泽尔省。
与圣西尔格德马尔贝接壤的市镇（或旧市镇、城区）包括：圣塞尔南、圣沙芒、圣厄拉利、圣伊利德、圣马丹康塔莱斯、圣马丹瓦尔默鲁、贝斯。

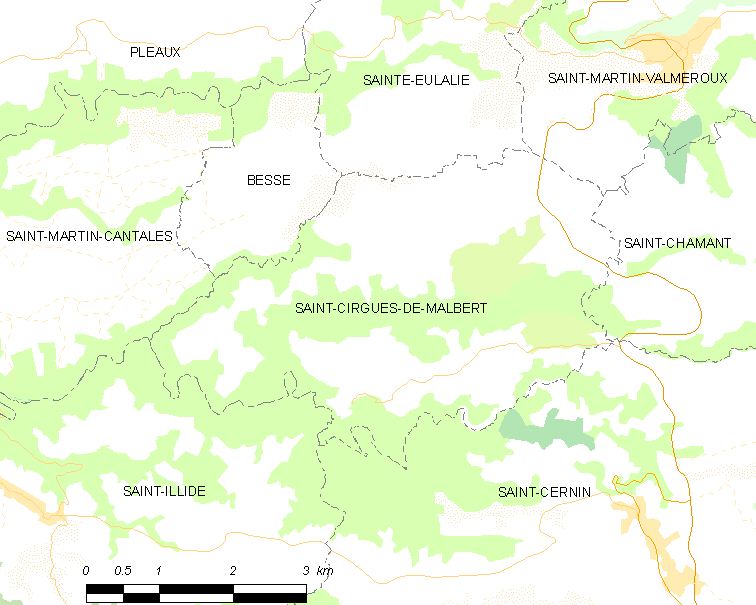
圣西尔格德马尔贝的OSM定位图

圣西尔格德马尔贝的时区为UTC+01:00、UTC+02:00（夏令时）。

## 行政
圣西尔格德马尔贝的邮政编码为15140，INSEE市镇编码为15179。

## 政治
圣西尔格德马尔贝所属的省级选区为诺塞勒县。

## 人口

1962-2008年间圣西尔格德马尔贝人口变化图示

圣西尔格德马尔贝于2022年1月1日时的人口数量为250人。